# Pete Postlethwaite
Peter William "Pete" Postlethwaite OBE, född 7 februari 1946 i Warrington i Cheshire, död 2 januari 2011 i Shrewsbury i Shropshire (i cancer), var en brittisk skådespelare.

## Biografi
Postlethwaite föddes i Warrington i England som son till Mary Geraldine och William Postlethwaite. Han arbetade bland annat som lärare och plåtslagare innan han övergick till skådespeleri. Han bodde i Shropshire med fru och två barn.

### Karriär
Hans första större filmroll var i filmen Fjärran röster, stilla liv 1988. 1993 blev han Oscarnominerad till bästa manliga biroll för sin roll i I faderns namn. Efter det har han varit med i flera framgångsrika filmer till exempel De misstänkta (1995), Brassed Off (1996), The Lost World: Jurassic Park (1997), Amistad (1997), Sjöfartsnytt (2001), The Constant Gardener (2005). Han har även spelat teater med Royal Shakespeare Company. 
Steven Spielberg har hävdat att Pete Postlethwaite är "världens bästa skådespelare". Själv hävdade Postlethwaite att han var ganska säker på att vad Steven Spielberg egentligen sagt var ”Grejen med Pete är att han tror att han är världens bästa skådespelare.” 
År 2004 tilldelades Postlethwaite Brittiska Imperieorden.

## Filmografi i urval
- 1975 – The Racer
- 1988 – The Dressmaker
- 1988 – Att döda en präst
- 1988 – Fjärran röster, stilla liv
- 1990 – Skattkammarön (TV-film)
- 1990 – Hamlet
- 1992 – Hämndens ögonblick
- 1992 – Alien 3
- 1992 – Den siste mohikanen
- 1993 – I faderns namn
- 1994 – Martin Chuzzlewit (TV-serie)
- 1995 – De misstänkta
- 1996 – James och jättepersikan
- 1996 – Dragonheart
- 1996 – Romeo & Julia
- 1996 – Brassed Off
- 1997 – The Lost World: Jurassic Park
- 1997 – Amistad
- 1999 – Alice i Underlandet (TV-film)
- 2001 – Sjöfartsnytt
- 2002 – Triggermen
- 2005 – Dark Water
- 2005 – The Constant Gardener
- 2006 – Omen
- 2010 – Inception
- 2010 – The Town